# Шуберт, Хайнц
Хайнц Шу́берт (нем. Heinz Schubert, 12 ноября 1925, Берлин — 12 декабря 1999, Гамбург) — немецкий актёр, театральный педагог и фотограф. Особенную популярность приобрел благодаря роли «отвратного Альфреда» (нем. Ekel Alfred) в западногерманском телесериале «Одно сердце и одна душа».

## Биография

### Ранние годы
Хайнц Шуберт родился в Берлине 12 ноября 1925 года в семье портного. Вырос в немецкой столице, в военное время досрочно получил свидетельство о среднем образовании. На последнем этапе войны был призван в ополчение, но вскоре попал в британский плен. После освобождения Шуберт начал изучать актерское мастерство. В 1950 году Бертольт Брехт лично пригласил Шуберта в свой театр Берлинер ансамбль. В этом знаменитом ансамбле Хайнц Шуберт работал вплоть до возведения Берлинской стены.
С 1954 года актёр начал параллельно сниматься в короткометражных фильмах, телевизионных постановках, экранизациях детских сказок. В уйгурской сказке «История бедного Хассана» он сыграл разносчика воды (нем. Wasserhändler).
В феврале 1961 года на экраны кинотеатров ГДР вышел фильм производства киностудии DEFA по пьесе Бертольта Брехта Мамаша Кураж и её дети, где Шуберт сыграл Швейцеркаса (нем. Schweizerkas), младшего сына мамаши Кураж.
Кроме того, в 1961 году Шуберт снялся на киностудии DEFA в фильме На солнечной стороне (1961) с Манфредом Кругом в главной роли. Сам Шуберт сыграл в этом фильме обывателя, в характере которого уже намечались черты «отвратного Альфреда». С 1954 года до 1999 актёр снялся в нескольких десятках фильмов.

### Переселение
Сразу вслед за возведением Берлинской стены 13 августа 1961 года Шуберт переехал на Запад и работал с 1962 по 1968 годы в Мюнхенском камерном театре, затем (1968—1976) и (1985—1989) в гамбургском Немецком драматическом театре. Он также гастролировал и с 1989 года работал как внештатный актёр.

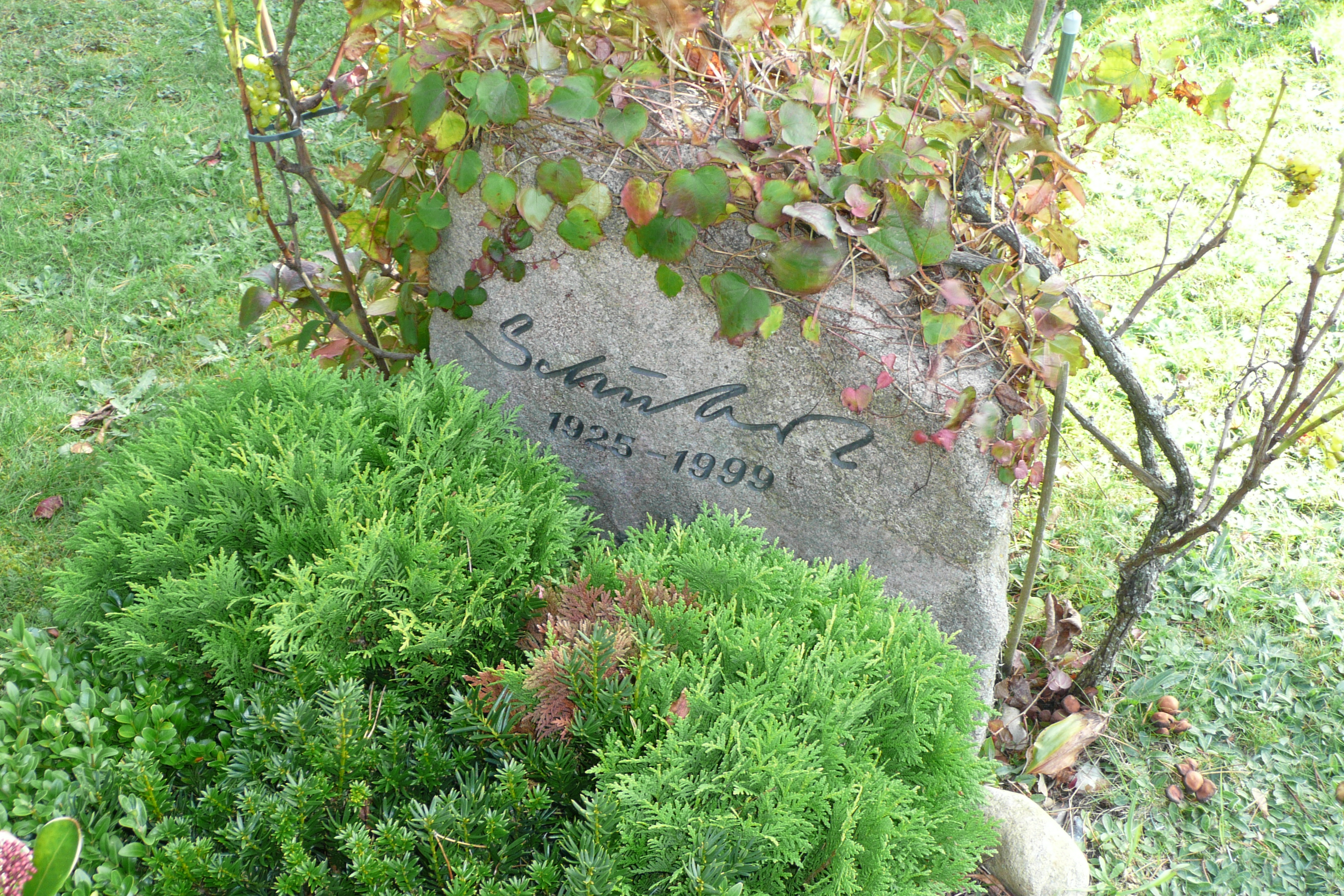
Памятный камень на кладбище в Веннингштедт-Брадерупе

В британском триллере 1966 года «Похороны в Берлине», где в главной роли снимался Майкл Кейн, Шуберт сыграл Аарона Левина (англ. Aaron Levine). Хотя его персонаж не был в центре внимания фильма, для самого Шуберта тематика, связанная с разделённым стеной Берлином, оставалась близкой и актуальной. В ФРГ, как и раньше в ГДР, Шуберт параллельно с работой в театре и кино снимался в телевизионных постановках. Особую популярность у зрителей завоевал «отвратный Альфред» (персонаж в исполнении Шуберта) из сатирического сериала 1973—1976 годов «Одно сердце и одна душа» по сценарию Вольфганга Менге (нем. Wolfgang Menge), адаптировавшего британскую гротескную телесерию «Пока смерть не разлучит нас», выходившую на BBC One (1965—1975 годы). Шуберту удалось создать окарикатуренный, но очень убедительный, образ Альфреда Тецлафа, обывателя и домашнего тирана, который не стесняясь ненормативной лексики, постоянно критикует всех и вся — от родственников, соседей, политиков — до событий в стране и в мире. Пресса отмечала, что популярность этого гротескного персонажа, созданного Шубертом, выражалась в широком распространении некоторых его реплик (как крылатых слов и выражений).
Многие выпуски этого сериала до сих пор не сходят с немецких телеэкранов. В канун Нового года по разным германским каналам ежегодно транслируется двенадцатый эпизод первой серии популярного цикла под названием Новогодний пунш.
Другой гротескный образ — фанатика безопасности Фердинанда — актёр создал в фильме 1976 года режиссёра Александра Клуге «Сильный Фердинанд» (нем. Der starke Ferdinand).
Свою способность к перевоплощениям Шуберт продемонстрировал также в нашумевшем образе Хаджи Халифа Омара из сериала «Приключения Кара бен Немзи», который шёл на телеканале ZDF в 1973—1975 годы (по мотивам «Восточного цикла» писателя, поэта и композитора Карла Мая).
В кинокартине режиссёра Ханс-Юргена Зиберберга «Гитлер — фильм из Германии» Шуберт сыграл сразу четыре роли: директора цирка, Гиммлера, Гиммлера-кукловода и Гитлера. Премьера этого фильма состоялась в 1977 году в Лондоне, в следующем году фильм был официально выбран для показа на Каннском кинофестивале, а также демонстрировался в разных странах мира на различных кинофестивалях:
- (1978) — Франция, Западная Германия, Япония.
- (1979) — Португалия (порт. Figueira da Foz Film Festival)
- (1980) — Соединённые Штаты Америки
- (2005) — Бразилия (англ. Rio de Janeiro International Film Festival)
- (2013) — Польша (англ. New Horizons Film Festival), Греция (англ. Athens Film Festival)

В 1996—1997 годы Шуберт появился на телеэкране в главной роли ещё одного немецкого сериала «Одной ногой в гробу» по сценарию Вольфганга Менге, на этот раз адаптировавшего британскую одноимённую серию (англ. «One Foot in the Grave»), выходившую на BBC One в 1990—2000 годы.
За художественные достижения Хайнц Шуберт в 1993 году получил приз «Goldene Kamera», а в 1994 году его наградили престижной премией «Grimme-Preis».
Много времени Шуберт посвящал фотографии. Особенно широко известны его многочисленные снимки витрин с манекенами, которые он представил в 1977 году в Касселе на выставке «documenta 6». В 1979 году актёр опубликовал свои черно-белые и цветные фотографии в сборнике, посвящённом театру в витринах (нем. Theater im Schaufenster).
В возрасте 73 лет Шуберт скончался от пневмонии в Гамбурге, где работал также театральным педагогом в течение многих лет. Похоронен Шуберт на кладбище в Веннингштедт-Брадеруп (Зильт).

## Работы в кино и на телевидении (выборочно)
- 1958: История бедного Хассана[нем.]
- 1958: Трутница (фильм)
- 1958: Моя жена делает музыку[нем.]
- 1959 — Они звали его Амиго / Sie nannten ihn Amigo — гестаповец
- 1959 — Огниво / Das Feuerzeug — скупой
- 1961: Человек с объективом (англ. Der Mann mit dem Objektiv) DEFA
- 1962: На солнечной стороне (1961)[нем.]
- 1963: Моя дочь и я[нем.]
- 1964: Эмиль и  и сыщики(1964)[нем.]
- 1964: Молчание, собранное доктором Муркесом (фильм) (нем. Doktor Murkes gesammeltes Schweigen (Film))
- 1965: Музей преступности[нем.] — Очки
- 1966: Финал в Берлине[нем.] (Funeral in Berlin)
- 1967: Татуировка (фильм)[нем.]
- 1971: Нож (1971)[нем.] (Телесериал)
- 1971: Место преступления: Исключительно![нем.]
- 1973—1976: Одно сердце и одна душа[нем.](Телесериал)
- 1973: Kara Ben Nemsi Effendi[нем.](Телесериал)
- 1975 — Сильный Фердинанд / Der Starke Ferdinand — Фердинанд Рихе — главная роль
- 1978: Две небесные дочери[нем.] (Телесериал)
- 1978: Гитлер, фильм из Германии
- 1982: Высшее общество — ограниченная ответственность (нем. Feine Gesellschaft – Beschränkte Haftung)
- 1982: Конрад из консервной банки (нем. Konrad aus der Konservenbüchse)
- 1983: Случай на двоих[нем.] (Телесериал)
- 1986: Детективное агентство Рот[нем.] (Телесериал)
- 1992: Любовь с испытательным сроком[нем.] (Семейная серия)
- 1993: Большой Беллхайм[нем.]
- 1993: Место преступления: Дезертиры (нем. Tatort: Deserteure)
- 1994: Два старых зайца (нем. Zwei alte Hasen) (Телесериал)
- 1995: Место преступления: Смертельная роль[нем.]
- 1996—1997: Одной ногой в гробу[нем.] (Телесериал)
- 1997: Округ крупного города[нем.] — Практикант
- 1998: Серебряный чертополох[нем.]

## Радиоспектакли (выборочно)
- 1980 — Тайна трёх английских серебряных чаш (нем. Das Geheimnis der drei englischen Silberschalen (als Dellorma))
- 1989 — Двукратный мужчина (нем. Der zwiefache Mann), NDR
- 1993 — Петсон и Финдус Петсон живёт в палатке / Переполох в огороде (нем. Pettersson zeltet / Aufruhr im Gemüsebeet)
- 1993 — Петсон и Финдус Именинный торт для кота / Бедный Петсон (нем. Eine Geburtstagstorte für die Katze / Armer Pettersson)
- 1993 — Петсон и Финдус Рождественский визит к Петсону / Фейерверк для лис (нем. Pettersson kriegt Weihnachtsbesuch / Ein Feuerwerk für den Fuchs)
- 1998 — Последний круг Грэма Свифта (нем. Letzte Runde von Graham Swift), WDR
- 1999 — Волшебник из Оца (нем. Der Zauberer von Oz)